# ドイツ駐留ソ連軍

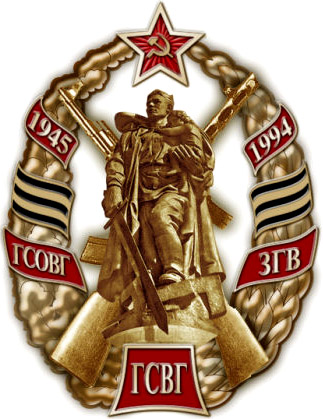
ドイツ駐留ソ連軍記念メダル

ドイツ駐留ソ連軍（ドイツちゅうりゅうソれんぐん、ロシア語：Группа советских войск в Германии、ドイツ語：Gruppe der Sowjetischen Streitkräfte in Deutschland）は、1949年から1988年にかけて旧東ドイツに駐留していたソビエト連邦軍部隊である。1945年から1949年はドイツ占領ソ連軍、1988年から1994年は西部軍集団と呼ばれていた。
ドイツに恒久的に駐留するソ連軍は、1949年から1989年まで北大西洋条約機構の脅威であり鉄のカーテンの最前線で対峙する、冷戦期の軍事バランスの主要要素であった。

## 歴史
駐留軍は第二次世界大戦の終結後、第1および第2白ロシア方面軍から編成された。これらの部隊は、ポツダム協定を保証する諸規定の遵守を任務としていた。さらに、これらはソ連の政治・軍事上の利益を代表していた。1957年にソビエト政府と東ドイツ政府はソ連軍の駐留について、合意を発表し、駐留が東ドイツの障害になっていないことを示した。1979年から1980年にかけては、人員2万名・戦車千両が東ドイツ領内から撤退している。1980年代後半には、ペレストロイカの影響もあって、駐留兵力はより防御的な配置に再編成された。1989年からは兵力の大幅な削減が開始されている。
駐留軍の将兵と東ドイツ市民とが接する機会は少なかった。例外は東ドイツに対する労働力支援で、駐留軍将兵が収穫の時期に農村へ派遣されたり、自然災害・産業事故の救援へ出動することがあった。また個別のケースとしては、脱走兵が市街地に逃げ込んで東ドイツ警察に取り押さえられたことが挙げられる。
冷戦の終結とともに、ドイツ駐留ソ連軍も解体・撤退することになった。これはソビエト連邦の解体もあって、事業には困難が付きまとったが、1994年8月には撤退が完了している。部隊は陸路のポーランド経由のほか、ロストックやリューゲン島などの海路経由でも行われた。
ソ連軍は、第6親衛自動車化狙撃兵旅団が1994年6月25日にベルリンでパレードを行い、6月11日にはヴュンスドルフ (Wünsdorf) で、8月31日にはベルリン南方のトレプトウアー公園にあるソ連軍の戦勝記念碑でセレモニーを行ったのを最後にドイツ領内から撤退した。

## 組織と設備
ソビエト軍は進駐した東ドイツの276ヶ所に777個の基地を設けた。これには47ヶ所の飛行場、116ヶ所の演習場が含まれている。兵力は1991年初頭において、24個師団、兵員338,000名に達しており、その数は東ドイツの国軍である国家人民軍（約15万人）より多かった。この兵力は西部軍集団として、5個軍および1個航空軍に編成されていた。士官の家族や軍関係の民間人も東ドイツに居住しており、民間人の数は9万人の子供を含めて約20万人にもなった。それらは主にブランデンブルク州に居住していた。
1991年時の概算:
- 戦車 4,200台
- 装甲車両 8,200台
- 大砲 3,600門
- その他車両 106,000台
- 航空機 690機
- ヘリコプター 680機
- ロケット砲 180台

1980年代末におけるソ連軍主力編成は下記を含む:
- 第1親衛戦車赤旗軍、ドレスデン　（1 гвардейская танковая Краснознаменная армия）
- 第2親衛戦車赤旗軍、フュルステンベルク　（2 гвардейская танковая Краснознаменная армия）
  - 第94親衛自動車化狙撃兵師団、第21及び第207親衛自動車化狙撃師団を含む
- 第3突撃連合赤旗軍、マクデブルク　（3 общевойсковая Краснознаменная армия）
  - 第10、第12、第47親衛戦車師団
- 第8親衛連合レーニン勲章軍、ノーラ　（8 гвардейская общевойсковая ордена Ленина армия）
- 第20親衛連合赤旗軍、エーベルスヴァルデ　（20 гвардейская общевойсковая Краснознаменная армия）
- 第16赤旗航空軍、ヴュンスドルフ　（16 воздушная Краснознаменная армия）
- 軍集団隷下の各連隊（工兵、通信兵、砲兵、狙撃兵、他）

こちらのソ連軍師団一覧表（英語）には、駐留軍の全機動部隊が記されている。

## 歴代総司令官
最初の3人の総司令官は、ドイツ占領地区のソ連軍政部長官を兼ねていた。
|    | 氏名                       | 階級       | 在任期間                        | 出身校                       | 前職                         |
| -- | -------------------------- | ---------- | ------------------------------- | ---------------------------- | ---------------------------- |
| 1  | ゲオルギー・ジューコフ     | ソ連邦元帥 | 1945年6月9日 - 1946年3月21日    | ロシア帝国軍の騎兵下士官     | 第1白ロシア戦線司令官        |
| 2  | ワシーリー・ソコロフスキー | 上級大将   | 1946年3月22日 - 1949年3月31日   |                              | ドイツ占領軍総司令官第一代理 |
| 3  | ワシーリー・チュイコフ     | 上級大将   | 1949年4月1日 - 1953年5月26日    | 軍事教官課程                 | ドイツ占領軍第一副総司令官   |
| 4  | アンドレイ・グレチコ       | 上級大将   | 1953年5月27日 - 1957年11月16日  | 騎兵学校                     | キエフ軍管区司令官           |
| 5  | マトヴェイ・ザハロフ       | 上級大将   | 1957年11月17日 - 1960年4月14日  | ペトログラード砲兵指揮官課程 | レニングラード軍管区司令官   |
| 6  | イワン・ヤクボフスキー     | 大将       | 1960年4月15日 - 1961年8月9日    | 統合白ロシア軍事学校         | 駐独ソビエト軍集団副総司令官 |
| 7  | イワン・コーネフ           | ソ連邦元帥 | 1961年8月9日 - 1962年4月18日    | 軍事委員                     | 国防省監察総監主任監察官     |
| 8  | イワン・ヤクボフスキー     | 上級大将   | 1962年4月19日 - 1965年1月26日   | 統合白ロシア軍事学校         | 駐独ソビエト軍集団副総司令官 |
| 9  | ピョートル・コシェヴォーイ | ソ連邦元帥 | 1965年1月27日 - 1969年10月31日  | 騎兵学校                     | キエフ軍管区司令官           |
| 10 | ヴィクトル・クリコフ       | 上級大将   | 1969年11月1日 - 1972年9月13日   | グロズヌイ工兵学校           | キエフ軍管区司令官           |
| 11 | セミョーン・クルコトキン   | 大将       | 1971年9月14日 - 1972年7月19日   |                              | ザカフカーズ軍管区司令官     |
| 12 | エフゲニー・イワノフスキー | 上級大将   | 1972年7月20日 - 1980年11月25日  | サラトフ装甲戦車学校         | モスクワ軍管区司令官         |
| 13 | ミハイル・ザイツェフ       | 上級大将   | 1980年11月26日 - 1985年7月6日   |                              |                              |
| 14 | ピョートル・ルーシェフ     | 上級大将   | 1985年7月7日 - 1986年7月11日    |                              |                              |
| 15 | ヴァレリー・ベリコフ       | 上級大将   | 1986年7月12日 - 1987年11月12日  |                              |                              |
| 16 | ボリス・スネトコフ         | 上級大将   | 1987年11月26日 - 1990年12月13日 |                              | レニングラード軍管区司令官   |
| 17 | マトヴェイ・ブルラコフ     | 大将       | 1990年12月13日 - 1994年8月31日  |                              |                              |